# Clathrina clathrus
Clathrina clathrus (Schmidt, 1864) è una spugna marina della famiglia Clathrinidae.

## Descrizione

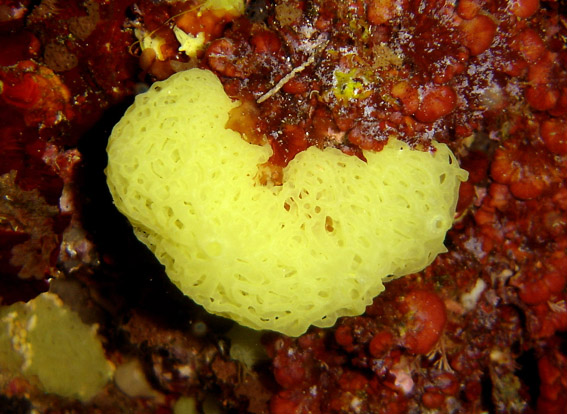

È una spugna incrostante, con struttura a sacco singolo di tipo ascon, che forma cuscinetti di colore giallo limone, sino a 10 cm di diametro, composti da tubuli di diametro da 0,5 a 1 mm, intrecciati a formare un reticolo; la consistenza è molle in quanto la componente calcarea è limitata alle spicole, che sono triassoni con raggi cilindro-conici. 

## Distribuzione e habitat
Comune nel mare Mediterraneo, la sua presenza è stata in passato segnalata nell'Atlantico orientale ma necessita di conferme
È una specie sciafila che predilige gli ambienti riparati e poco illuminati, tipo le grotte, da 5 a 25 m di profondità.

## Alimentazione
Si nutre di plancton, batteri e particelle microscopiche di sostanza organica, filtrate attraverso i pori.

## Riproduzione
Le uova vengono prodotte tra febbraio e novembre; la fecondazione avviene per liberazione in acqua degli spermatozoi, che, penetrando attraverso i pori inalanti, raggiungono le uova..